# Martina Skrak
Martina Skrak, född 1980, är en svensk jämställdhetsexpert och tidigare politiker för Vänsterpartiet. Hon har varit kommunalråd i Malmö med ansvar för jämställdhet och folkhälsa och är idag (2025) verksam som jämställdhetssakkunnig vid Länsstyrelsen Skåne.

## Biografi
Martina Skrak har varit aktiv inom jämställdhets- och välfärdsfrågor under större delen av sin yrkeskarriär. Hon har en bakgrund som ombudsman för Ung Vänster Skåne samt som lärare vid Kvarnby folkhögskola.
Under sin tid som kommunalråd i Malmö ansvarade hon bland annat för att integrera ett jämställdhetsperspektiv i stadens verksamheter, vilket inkluderade insatser för lönejusteringar i kvinnodominerade yrken, jämställd biståndsbedömning och genuspedagogik i förskolor och skolor.
Efter sin tid i politiken arbetar hon vid Länsstyrelsen Skåne där hon fokuserar på frågor som ekonomisk jämställdhet, könssegregering på arbetsmarknaden och arbetsvillkor inom välfärdssektorn.

## Utmärkelser
År 2016 tilldelades Malmö stad ett nationellt jämställdhetspris där Martina Skraks insatser särskilt lyftes fram.

## Publikationer
Skrak har bland annat publicerat artikeln “Women’s Battle for Time in Sweden” genom Rosa Luxemburg-stiftelsen, där hon diskuterar arbetstidsförkortning och arbetsvillkor för kvinnor inom offentlig sektor.

## Verk
Hon är även en av författarna i antologin *Det heliga jävla moderskapet*, där verkets perspektiv belyser modern moder- och jämställdhetsdebatt.